# Seznam katarskih šahovskih velemojstrov
Seznam katarskih šahovskih velemojstrov.

## A
- Mohamed Al Modiahi